# NGC 5986
NGC 5986 هيَ عنقود مغلق تتواجد في كوكبة السبع.